# Antiprisme octogonal
En géométrie, l'antiprisme octogonal est le sixième solide de l'ensemble infini des antiprismes. Celui-ci peuvent être regardé comme un prisme octogonal dont on a opéré une fraction de tour sur une des deux faces supérieure ou inférieure pour faire coïncider un sommet avec le milieu de l'arête correspondante. Ce qui a pour résultat une suite de triangles en nombre pair sur les côtés, et deux faces octogonales supérieure et inférieure.
Si toutes ses faces sont régulières, c'est un polyèdre semi-régulier.